# Vòng chung kết giải bóng đá vô địch U17 quốc gia 2017
Vòng chung kết giải bóng đá vô địch U17 quốc gia 2017 (Tên gọi chính thức là: Giải bóng đá vô địch U17 Quốc gia - Cúp Thái Sơn Nam 2017 là vòng chung kết của Giải bóng đá vô địch U17 quốc gia 2017 do VFF tổ chức lần thứ 14 từ ngày 29 tháng 6 đến ngày 14 tháng 7 năm 2017, với nhà tài trợ chính đó là Công ty TNHH Thương mại Thái Sơn Nam. Đây là lần thứ 7 liên tiếp Thái Sơn Nam tài trợ cho giải đấu này.

## Thông tin giải đấu
Ngày 20 tháng 6 năm 2017, Ban tổ chức giải họp bốc thăm xếp lịch thi đấu Vòng chung kết tại Trụ sở Liên đoàn bóng đá Việt Nam
Ban tổ chức giải thông báo nguyên tắc bốc thăm xếp lịch thi đấu Vòng chung kết giải bóng đá Vô địch U17 Quốc gia - Cúp Thái Sơn Nam 2017, như sau:
- Số lượng và chia nhóm: 12 đội, chia thành hai nhóm A và B (6 đội/nhóm);
- Nguyên tắc bốc thăm:

+ Đội chủ nhà U17 Thành phố Hồ Chí Minh xếp vào bảng A, đội PVF - đơn vị đồng đăng cai, xếp vào bảng B.
+ Các đội xếp thứ Nhất và thứ Nhì ở cùng bảng tại Vòng loại sẽ không ở cùng Nhóm tại Vòng chung kết và sẽ được chia đều vào hai Nhóm A và B.
Các đội thi đấu vòng tròn một lượt ở mỗi nhóm để xác định 2 đội đứng đầu mỗi nhóm vào thi đấu vòng bán kết. Thứ tự xếp hạng của mỗi đội ở mỗi nhóm xác định theo thứ tự như sau: Điểm số, hiệu số bàn thắng bại, Số bàn thắng, thành tích đối đầu, bốc thăm.
Ở vòng bán kết, đội nhất nhóm A gặp đội nhì nhóm B còn đội nhất nhóm B sẽ gặp với đội nhì nhóm A. Hai đội thua ở bán kết sẽ đồng hạng ba. Còn hai đội thắng ở vòng bán kết sẽ bước vào thi đấu 1 trận chung kết. Hai trận bán kết và trận chung kết nếu sau hai hiệp đấu chính thức mà kết quả hòa thì hai đội thi đấu luân lưu 11m để xác định đội thắng.
Ngày 28 tháng 6 năm 2017, ban tổ chức giải họp kỹ thuật đối với nhóm A tại Phòng họp Sân vận động Thống Nhất, Thành phố Hồ Chí Minh. Còn Nhóm B, họp kỹ thuật vào ngày 29 tháng 6 năm 2017 tại Phòng họp Trung tâm thể thao Thành Long, Thành phố Hồ Chí Minh.

## Các đội bóng
| Thứ tự | Đội                    | Huấn luyện viên        | Thành tích |
| 1      | U17 TP.HCM             | Nguyễn Hoàng Xuân Trúc |            |
| 2      | U17 PVF                | Phan Thế Hiếu          |            |
| 3      | U17 Viettel            | Đặng Phương Nam        |            |
| 4      | U17 CAND               | Phạm Công Thành        |            |
| 5      | U17 FLC Thanh Hóa      | Mai Xuân Hợp           |            |
| 6      | U17 Sanatech Khánh Hòa | Nguyễn Thành Công      |            |
| 7      | U17 Đồng Tháp          | Huỳnh Ngọc Hiển        |            |
| 8      | U17 HAGL               | Nguyễn Văn Đàn         |            |
| 9      | U17 SHB Đà Nẵng        | Võ Phước               |            |
| 10     | U17 Hà Nội             | Thạch Bảo Khanh        |            |
| 11     | U17 Hà Tĩnh            | Võ Hoàng               |            |
| 12     | U17 Đắk Lắk            | Phạm Văn Mạnh          |            |

## Nhóm A

### Kết quả chi tiết

#### Vòng 1
| U17 Đồng Tháp                               | 1–1      | U17 Sanatech Khánh Hòa |
| ------------------------------------------- | -------- | ---------------------- |
| Phát Minh 59' (ph.l.n) · Nguyễn Anh Duy 66' | Chi tiết |                        |

| U17 Thành phố Hồ Chí Minh          | 2–1      | U17 FLC Thanh Hóa |
| ---------------------------------- | -------- | ----------------- |
| Ngọc Hậu 43' · Nguyễn Thế Dũng 82' | Chi tiết | Lê Ngọc Trọng 52' |

| U17 Viettel                                                      | 2–2      | U17 Công An Nhân Dân                          |
| ---------------------------------------------------------------- | -------- | --------------------------------------------- |
| Trần Danh Trung 13' · Trần Minh Hiếu 90' · Nguyễn Thanh Bình 47' | Chi tiết | Bùi Xuân Thịnh 2' · Hà Văn Phương 60' (ph.đ.) |

#### Vòng 2
| U17 FLC Thanh Hóa    | 1–1      | U17 Viettel       |
| -------------------- | -------- | ----------------- |
| Nguyễn Hùng Mạnh 11' | Chi tiết | Bùi Ngọc Long 14' |

| U17 Công An Nhân Dân                                             | 3–1      | U17 Đồng Tháp     |
| ---------------------------------------------------------------- | -------- | ----------------- |
| Hà Văn Phương 33' · La Nguyễn Bảo Trung 50' · Bùi Xuân Thịnh 62' | Chi tiết | Trần Quốc Huy 55' |

| U17 Sanatech Khánh Hòa | 1–2      | U17 Thành phố Hồ Chí Minh                    |
| ---------------------- | -------- | -------------------------------------------- |
| Lê Minh Thọ 5'         | Chi tiết | Tô Phương Thịnh 61' · Nguyễn Trung Thành 80' |

#### Vòng 3
| U17 Sanatech Khánh Hòa | 1–4      | U17 Công An Nhân Dân                                                     |
| ---------------------- | -------- | ------------------------------------------------------------------------ |
| Võ Anh Tiến 25'        | Chi tiết | Văn Toản 21' · Bùi Anh Thống 39' · Hà Văn Phương 81' · Đỗ Ngọc Trọng 88' |

| U17 Đồng Tháp                          | 1–1      | U17 FLC Thanh Hóa                    |
| -------------------------------------- | -------- | ------------------------------------ |
| Huỳnh Chí Linh 46' · Trương Văn Dư 63' | Chi tiết | Nguyễn Văn Vinh 90+5' · Văn Tuấn 63' |

| U17 Viettel                                                                             | 4–1      | U17 Thành phố Hồ Chí Minh |
| --------------------------------------------------------------------------------------- | -------- | ------------------------- |
| Nhâm Mạnh Dũng 17' · Trần Danh Trung 33' · Trần Minh Hiếu 60' · Bùi Anh Đức 81' (ph.đ.) | Chi tiết | Lê Xuân Tịnh 90'          |

#### Vòng 4
| U17 Viettel                                  | 3–0      | U17 Đồng Tháp |
| -------------------------------------------- | -------- | ------------- |
| Trần Minh Hiếu 49' · Nhâm Mạnh Dũng 67', 90' | Chi tiết |               |

| U17 FLC Thanh Hóa                                                           | 6–0              | U17 Sanatech Khánh Hòa |
| --------------------------------------------------------------------------- | ---------------- | ---------------------- |
| Nguyễn Văn Vinh · Đỗ Văn Đạt · Lê Ngọc Trọng · Tạ Quang Huy · Lê Thanh Tuấn | Youtube Chi tiết |                        |

| U17 Thành phố Hồ Chí Minh      | 1–0      | U17 Công An Nhân Dân |
| ------------------------------ | -------- | -------------------- |
| Nguyễn Trung Thành 29' (ph.đ.) | Chi tiết |                      |

#### Vòng 5
| U17 Công An Nhân Dân | 0–0      | U17 FLC Thanh Hóa |
| -------------------- | -------- | ----------------- |
|                      | Chi tiết |                   |

| U17 Sanatech Khánh Hòa | 0–7      | U17 Viettel |
| ---------------------- | -------- | --- |
|                        | Chi tiết | Nguyễn Xuân Kiên 6' · Trần Minh Hiếu 8', 9' · Trần Huy Hoàng 11' · Nhâm Mạnh Dũng 31', 78' · Trần Danh Trung 90' |

| U17 Thành phố Hồ Chí Minh          | 2–0      | U17 Đồng Tháp |
| ---------------------------------- | -------- | ------------- |
| Nguyễn Văn Được 19' · Ngọc Hậu 36' | Chi tiết |               |

### Bảng xếp hạng Nhóm A
| VT | Đội                   | ST | T | H | B | BT | BB | HS  | Đ  | Giành quyền tham dự hoặc xuống hạng |
| -- | --------------------- | -- | - | - | - | -- | -- | --- | -- | ----------------------------------- |
| 1  | Thành phố Hồ Chí Minh | 5  | 4 | 0 | 1 | 8  | 6  | +2  | 12 | Tham dự vòng bán kết                |
| 2  | Viettel               | 5  | 3 | 2 | 0 | 17 | 4  | +13 | 11 | Tham dự vòng bán kết                |
| 3  | Công an Nhân dân      | 5  | 2 | 2 | 1 | 9  | 5  | +4  | 8  |                                     |
| 4  | FLC Thanh Hóa         | 5  | 1 | 3 | 1 | 9  | 5  | +4  | 6  |                                     |
| 5  | Đồng Tháp             | 5  | 0 | 2 | 3 | 3  | 10 | −7  | 2  |                                     |
| 6  | Sanatech Khánh Hòa    | 5  | 0 | 1 | 4 | 3  | 20 | −17 | 1  |                                     |

## Nhóm B

### Kết quả chi tiết

#### Vòng 1
| U17 Hà Tĩnh | 0–0      | U17 Đắk Lắk |
| ----------- | -------- | ----------- |
|             | Chi tiết |             |

| U17 PVF                                                                | 3–1      | U17 Hoàng Anh Gia Lai |
| ---------------------------------------------------------------------- | -------- | --------------------- |
| Nguyễn Hoàng Huy 34' · Nguyễn Khắc Khiêm 45+1' · Nguyễn Thành Công 73' | Chi tiết | Huỳnh Tiến Đạt 19'    |

| U17 Hà Nội                        | 2–2      | U17 SHB Đà Nẵng          |
| --------------------------------- | -------- | ------------------------ |
| Nguyễn Duy Khiêm 63', 67' (ph.đ.) | Chi tiết | Phan Văn Chương 25', 44' |

#### Vòng 2
| U17 Hoàng Anh Gia Lai                  | 2–1      | U17 Hà Nội       |
| -------------------------------------- | -------- | ---------------- |
| Huỳnh Tiến Đạt 11' · Trần Bảo Toàn 78' | Chi tiết | Trần Văn Đạt 70' |

| U17 SHB Đà Nẵng | 0–3      | U17 Hà Tĩnh                                               |
| --------------- | -------- | --------------------------------------------------------- |
|                 | Chi tiết | Nguyễn Minh Quang 8' · Phạm Hồng Quân 11' · Đình Khôi 84' |

| U17 Đắk Lắk | 0–2      | U17 PVF                    |
| ----------- | -------- | -------------------------- |
|             | Chi tiết | Nguyễn Khắc Khiêm 71', 72' |

#### Vòng 3
| U17 Đắk Lắk | 0–1      | U17 SHB Đà Nẵng |
| ----------- | -------- | --------------- |
|             | Chi tiết | Kim Quang 68'   |

| U17 Hà Tĩnh | 0–3      | U17 Hoàng Anh Gia Lai                                       |
| ----------- | -------- | ----------------------------------------------------------- |
|             | Chi tiết | Huỳnh Tiến Đạt 7' · Dụng Quang Nho 23' · Đặng Minh Hiếu 80' |

| U17 Hà Nội | 0–1      | U17 PVF           |
| ---------- | -------- | ----------------- |
|            | Chi tiết | Lý Trung Hiếu 37' |

#### Vòng 4
| U17 Hà Nội                            | 2–0      | U17 Hà Tĩnh |
| ------------------------------------- | -------- | ----------- |
| Nguyễn Duy Khiêm 45' · Lê Hải Đức 63' | Chi tiết |             |

| U17 Hoàng Anh Gia Lai                                               | 5–1      | U17 Đắk Lắk    |
| ------------------------------------------------------------------- | -------- | -------------- |
| Huỳnh Tiến Đạt 3', 5' · Võ Đình Lâm 22', 44' · Nguyễn Nhĩ Khang 73' | Chi tiết | Hà Anh Sơn 61' |

| U17 PVF              | 1–2      | U17 SHB Đà Nẵng                     |
| -------------------- | -------- | ----------------------------------- |
| Nguyễn Hoàng Huy 20' | Chi tiết | Đỗ Minh Quang 81' · Lê Văn Hưng 91' |

#### Vòng 5
| U17 SHB Đà Nẵng                   | 2–4      | U17 Hoàng Anh Gia Lai                                                |
| --------------------------------- | -------- | -------------------------------------------------------------------- |
| Phan Văn Chương 5' · Anh Tuấn 74' | Chi tiết | Trần Bảo Toàn 8' · Huỳnh Tiến Đạt 22', 90' · Nguyễn Hoàng Nguyên 40' |

| U17 Đắk Lắk | 1–3      | U17 Hà Nội |
| ----------- | -------- | ---------- |
|             | Chi tiết | ·          |

| U17 PVF        | 1–2      | U17 Hà Tĩnh                |
| -------------- | -------- | -------------------------- |
| Võ Văn Huy 20' | Chi tiết | Bùi Đức Thanh Tùng 5', 23' |

### Bảng xếp hạng Nhóm B
| VT | Đội               | ST | T | H | B | BT | BB | HS | Đ  | Giành quyền tham dự hoặc xuống hạng |
| -- | ----------------- | -- | - | - | - | -- | -- | -- | -- | ----------------------------------- |
| 1  | Hoàng Anh Gia Lai | 5  | 4 | 0 | 1 | 15 | 7  | +8 | 12 | Tham dự vòng bán kết                |
| 2  | PVF               | 5  | 3 | 0 | 2 | 8  | 5  | +3 | 9  | Tham dự vòng bán kết                |
| 3  | Hà Nội            | 5  | 2 | 1 | 2 | 8  | 6  | +2 | 7  |                                     |
| 4  | Hà Tĩnh           | 5  | 2 | 1 | 2 | 5  | 6  | −1 | 7  |                                     |
| 5  | SHB Đà Nẵng       | 5  | 2 | 1 | 2 | 7  | 10 | −3 | 7  |                                     |
| 6  | Đắk Lắk           | 5  | 0 | 1 | 4 | 2  | 11 | −9 | 1  |                                     |

## Vòng bán kết
| U17 Thành phố Hồ Chí Minh | 0–1              | U17 PVF               |
| ------------------------- | ---------------- | --------------------- |
|                           | Chi tiết Youtube | Nguyễn Thành Công 53' |

| U17 Hoàng Anh Gia Lai | 0–3              | U17 Viettel                  |
| --------------------- | ---------------- | ---------------------------- |
|                       | Chi tiết Youtube | Nhâm Mạnh Dũng 19', 37', 54' |

## Trận chung kết
| U17 PVF                                                   | 2–1              | U17 Viettel           |
| --------------------------------------------------------- | ---------------- | --------------------- |
| Huỳnh Công Đến 3' · Lê văn Đô 42' · Nguyễn Huỳnh Sang 58' | Chi tiết Youtube | Nguyễn Thanh Bình 84' |